# Kościół ewangelicko-reformowany w Bełchatowie
Kościół ewangelicko-reformowany w Bełchatowie – kościół parafialny należący do Parafii Ewangelicko-Reformowanej w Bełchatowie. Został wybudowany w 1999 roku wraz z przylegającym do niego budynkiem Ośrodka Profilaktyki i Rozwoju Osobowości przy pomocy pastora Lothara Ernsta Knocha z parafii ewangelicko-reformowanej w Leer w Niemczech. Budowa została zrealizowana dzięki funduszom przekazanym przez m.in. Gustaw Adolf Werk, Kościół Ewangelicki Westfalii, Kościół Prezbiteriański USA, Wojewódzki Fundusz Ochrony Środowiska i Gospodarki Wodnej w Łodzi i Radę Miasta Bełchatowa.